# Liste der Nummer-eins-Hits in den Rhythmic Airplay Charts (2016)
Dies ist eine Liste der Nummer-eins-Hits in den Rhythmic Airplay Charts im Jahr 2016.

## Singles
| ← 2015 ← | Liste der Nummer-eins-Hits in den Rhythmic Airplay Charts | Liste der Nummer-eins-Hits in den Rhythmic Airplay Charts | Liste der Nummer-eins-Hits in den Rhythmic Airplay Charts | 2017 →                    |
| \| Zeitraum \| Wo. ges. \| Interpret \| Titel Autor(en) \| Zusätzliche Informationen \| \| (Zeitraum, Wochen auf Platz eins, Interpret, Titel, Autor[en], zusätzliche Informationen) \| \| \| \| \| \| ----------------------------------------------------------------------------------------- \| -------- \| --------------------------------- \| --------------- \| ------------------------- \| \| 19. Dezember 2015 – 1. Januar 2016 2 Wochen (insgesamt 2) \| 2 \| Alessia Cara \| Here \| – \| \| 2. Januar 2016 – 8. Januar 2016 1 Woche (insgesamt 1) \| 1 \| Post Malone \| White Iverson \| – \| \| 9. Januar 2016 – 22. Januar 2016 2 Wochen (insgesamt 2) \| 2 \| Travis Scott \| Antidote \| – \| \| 23. Januar 2016 – 5. Februar 2016 2 Wochen (insgesamt 2) \| 2 \| Justin Bieber \| Sorry \| – \| \| 6. Februar 2016 – 12. Februar 2016 1 Woche (insgesamt 1) \| 1 \| Drake & Future \| Jumpman \| – \| \| 13. Februar 2016 – 19. Februar 2016 1 Woche (insgesamt 1) \| 1 \| The Weeknd \| In the Night \| – \| \| 20. Februar 2016 – 4. März 2016 2 Wochen (insgesamt 2) \| 2 \| Tory Lanez \| Say It \| – \| \| 5. März 2016 – 18. März 2016 2 Wochen (insgesamt 2) \| 2 \| G-Eazy & Bebe Rexha \| Me, Myself & I \| – \| \| 19. März 2016 – 29. April 2016 6 Wochen (insgesamt 6) \| 6 \| Rihanna feat. Drake \| Work \| – \| \| 30. April 2016 – 20. Mai 2016 3 Wochen (insgesamt 3) \| 3 \| Belly feat. The Weeknd \| Might Not \| – \| \| 21. Mai 2016 – 27. Mai 2016 1 Woche (insgesamt 1) \| 1 \| Fifth Harmony feat. Ty Dolla Sign \| Work from Home \| – \| \| 28. Mai 2016 – 8. Juli 2016 6 Wochen (insgesamt 6) \| 6 \| Drake feat. Wizkid & Kyla \| One Dance \| – \| \| 9. Juli 2016 – 29. Juli 2016 3 Wochen (insgesamt 3) \| 3 \| Kent Jones \| Don’t Mind \| – \| \| 30. Juli 2016 – 12. August 2016 2 Wochen (insgesamt 2) \| 2 \| Rihanna \| Needed Me \| – \| \| 13. August 2016 – 26. August 2016 2 Wochen (insgesamt 2) \| 2 \| Drake \| Controlla \| – \| \| 27. August 2016 – 16. September 2016 3 Wochen (insgesamt 3) \| 3 \| DJ Khaled feat. Drake \| For Free \| – \| \| 17. September 2016 – 28. Oktober 2016 6 Wochen (insgesamt 6) \| 6 \| Drake feat. Rihanna \| Too Good \| – \| \| 29. Oktober 2016 – 4. November 2016 1 Woche (insgesamt 1) \| 1 \| D.R.A.M. feat. Lil Yachty \| Broccoli \| – \| \| 5. November 2016 – 16. Dezember 2016 6 Wochen (insgesamt 6) \| 6 \| The Weeknd feat. Daft Punk \| Starboy \| – \| \| 17. Dezember 2016 – 23. Dezember 2016 1 Woche (insgesamt 1) \| 1 \| Bruno Mars \| 24K Magic \| – \| \| 24. Dezember 2016 – 27. Januar 2017 5 Wochen (insgesamt 5) \| 5 \| Rae Sremmurd feat. Gucci Mane \| Black Beatles \| – \| |                                                           |                                                           |                                                           |                           |
| ← 2015 |                                                           |                                                           |                                                           | → 2017 →                  |
| Zeitraum | Wo. ges.                                                  | Interpret                                                 | Titel Autor(en)                                           | Zusätzliche Informationen |
| (Zeitraum, Wochen auf Platz eins, Interpret, Titel, Autor[en], zusätzliche Informationen) |                                                           |                                                           |                                                           |                           |
| 19. Dezember 2015 – 1. Januar 2016 2 Wochen (insgesamt 2) | 2                                                         | Alessia Cara                                              | Here                                                      | –                         |
| 2. Januar 2016 – 8. Januar 2016 1 Woche (insgesamt 1) | 1                                                         | Post Malone                                               | White Iverson                                             | –                         |
| 9. Januar 2016 – 22. Januar 2016 2 Wochen (insgesamt 2) | 2                                                         | Travis Scott                                              | Antidote                                                  | –                         |
| 23. Januar 2016 – 5. Februar 2016 2 Wochen (insgesamt 2) | 2                                                         | Justin Bieber                                             | Sorry                                                     | –                         |
| 6. Februar 2016 – 12. Februar 2016 1 Woche (insgesamt 1) | 1                                                         | Drake & Future                                            | Jumpman                                                   | –                         |
| 13. Februar 2016 – 19. Februar 2016 1 Woche (insgesamt 1) | 1                                                         | The Weeknd                                                | In the Night                                              | –                         |
| 20. Februar 2016 – 4. März 2016 2 Wochen (insgesamt 2) | 2                                                         | Tory Lanez                                                | Say It                                                    | –                         |
| 5. März 2016 – 18. März 2016 2 Wochen (insgesamt 2) | 2                                                         | G-Eazy & Bebe Rexha                                       | Me, Myself & I                                            | –                         |
| 19. März 2016 – 29. April 2016 6 Wochen (insgesamt 6) | 6                                                         | Rihanna feat. Drake                                       | Work                                                      | –                         |
| 30. April 2016 – 20. Mai 2016 3 Wochen (insgesamt 3) | 3                                                         | Belly feat. The Weeknd                                    | Might Not                                                 | –                         |
| 21. Mai 2016 – 27. Mai 2016 1 Woche (insgesamt 1) | 1                                                         | Fifth Harmony feat. Ty Dolla Sign                         | Work from Home                                            | –                         |
| 28. Mai 2016 – 8. Juli 2016 6 Wochen (insgesamt 6) | 6                                                         | Drake feat. Wizkid & Kyla                                 | One Dance                                                 | –                         |
| 9. Juli 2016 – 29. Juli 2016 3 Wochen (insgesamt 3) | 3                                                         | Kent Jones                                                | Don’t Mind                                                | –                         |
| 30. Juli 2016 – 12. August 2016 2 Wochen (insgesamt 2) | 2                                                         | Rihanna                                                   | Needed Me                                                 | –                         |
| 13. August 2016 – 26. August 2016 2 Wochen (insgesamt 2) | 2                                                         | Drake                                                     | Controlla                                                 | –                         |
| 27. August 2016 – 16. September 2016 3 Wochen (insgesamt 3) | 3                                                         | DJ Khaled feat. Drake                                     | For Free                                                  | –                         |
| 17. September 2016 – 28. Oktober 2016 6 Wochen (insgesamt 6) | 6                                                         | Drake feat. Rihanna                                       | Too Good                                                  | –                         |
| 29. Oktober 2016 – 4. November 2016 1 Woche (insgesamt 1) | 1                                                         | D.R.A.M. feat. Lil Yachty                                 | Broccoli                                                  | –                         |
| 5. November 2016 – 16. Dezember 2016 6 Wochen (insgesamt 6) | 6                                                         | The Weeknd feat. Daft Punk                                | Starboy                                                   | –                         |
| 17. Dezember 2016 – 23. Dezember 2016 1 Woche (insgesamt 1) | 1                                                         | Bruno Mars                                                | 24K Magic                                                 | –                         |
| 24. Dezember 2016 – 27. Januar 2017 5 Wochen (insgesamt 5) | 5                                                         | Rae Sremmurd feat. Gucci Mane                             | Black Beatles                                             | –                         |